# Autostrada A58
L'autostrada A58, nota anche come Tangenziale Est Esterna di Milano, con l'acronimo TEEM o semplicemente come Tangenziale Esterna, è un'autostrada italiana che si snoda interamente in Lombardia e collega, sul versante est di Milano, la A4 con la A1 passando per la A35.
La A58 si snoda tra i comuni di Cerro al Lambro ed Agrate Brianza; come suggerisce il nome, ricopre il ruolo di seconda tangenziale est di Milano, mentre la prima è l'A51. La sua gestione è affidata alla società Tangenziale Esterna S.p.A.
Insieme alla A50 (tangenziale Ovest di Milano), alla A51 (tangenziale Est di Milano) e alla A52 (tangenziale Nord di Milano), la A58 compone il più esteso sistema italiano di tangenziali intorno a una città; è l'unica delle quattro tangenziali milanesi ad adottare il sistema di pedaggio chiuso e non aperto.

## Gestazione del progetto
Il progetto di una nuova tangenziale est, parallela alla A51 (inaugurata nel 1973), nasce dalla necessità di alleggerire quest'ultima dalla mole di traffico che grava su di essa.
La TEEM è stata inoltre concepita come autostrada di raccordo tra le diverse viabilità del territorio, asse viario di connessione tra la A4 (Milano-Venezia), la A51 (tangenziale Est), la A35 Brescia-Milano (BreBeMi) e la A1 (Milano-Bologna), nonché tra la SP 14 Rivoltana e la SP 103 Cassanese e la ex SS 415 Paullese.
Il primo progetto preliminare, corredato dagli studi sull'impatto ambientale, è stato depositato presso la Regione Lombardia nel 2003. In seguito al parere favorevole dell'ente regionale, è passato all'esame delle province di Milano e Lodi e dei comuni interessati.
Nel frattempo si è provveduto a fondare una società dedicata (Società Tangenziali Esterne di Milano SpA) incaricata dell'amministrazione progettuale e della direzione nella fase operativa.
Anche su richiesta del Ministero dell’Ambiente, la società ha modificato il progetto di base, trasmettendolo all'ANAS aggiornato e accompagnato da un nuovo piano economico e finanziario. Nonostante la provincia di Milano e gran parte dei comuni avessero inizialmente espresso parere negativo (2005), grazie a incontri, mediazioni e modifiche del progetto originale si è giunti a un'intesa, che si è concretizzata nella sottoscrizione dell'accordo di programma (2007) da parte degli enti interessati. Persistono comunque molte perplessità da parte di diverse amministrazioni comunali, organizzazioni ambientaliste e partiti politici.

### Società coinvolte
La Società Tangenziali Esterne di Milano SpA è stata costituita nel febbraio del 2002, con un capitale sociale di 7 milioni di euro, con lo scopo di promuovere la progettazione e la costruzione della TEEM e in generale delle tangenziali esterne del capoluogo lombardo. Gli azionisti di maggioranza risultano essere Milano Serravalle – Milano Tangenziali SpA e Autostrade per l'Italia SpA (entrambe con il 32%), seguite da Asam (15%), Autostrade Lombarde SpA (8%), Autostrada Torino-Alessandria-Piacenza (8%) e Banca Intesa (5%).
La società Tangenziale Esterna SpA (Tangenziali Esterne di Milano 42,40%, Impregilo 17,77%, Pizzarotti 10,17%, Autostrade Lombarde 6,73%, Coopsette 4,19%, CMB 4,09%, CMC 3,24%, Intesa Sanpaolo 1,85%, Itinera 1,82%, Satap 1,02%, CTE 1%, Pavimental 1%, Milano Serravalle - Milano Tangenziali 0,39%, Autostrade per l'Italia 0,25%) è la società che ha per oggetto "la progettazione, la realizzazione e la gestione della nuova Tangenziale Est Esterna di Milano" ed è sotto la direzione e il coordinamento della Società Tangenziali Esterne di Milano SpA.
La società Concessioni Autostradali Lombarde (50% ANAS, 50% Infrastrutture Lombarde al 100% della Regione Lombardia) ha tra i compiti quelli legati alla "definizione dell'Accordo di Programma, al rilascio/diniego delle attestazioni di compatibilità tecnica di interventi urbanistici in fascia di salvaguardia e a gestire le attività tecniche connesse all'accordo di Programma".

### Costi
Il progetto preliminare prevedeva un costo di 1,6 miliardi di euro per la realizzazione dell'infrastruttura. Nell'investimento è stato previsto un contributo pubblico di 330 milioni di euro (a fondo perduto) da parte di Cassa depositi e prestiti finalizzato alla costruzione dell'infrastruttura-sistema nei tempi fissati..
Il costo di realizzazione ha superato la cifra di 1,7 miliardi di Euro (2,2 miliardi di Euro IVA e oneri inclusi), di cui 360 milioni di contributo pubblico. Altre fonti parlano di un costo di 1,5 miliardi di euro, in totale autofinanziamento.

### Storia

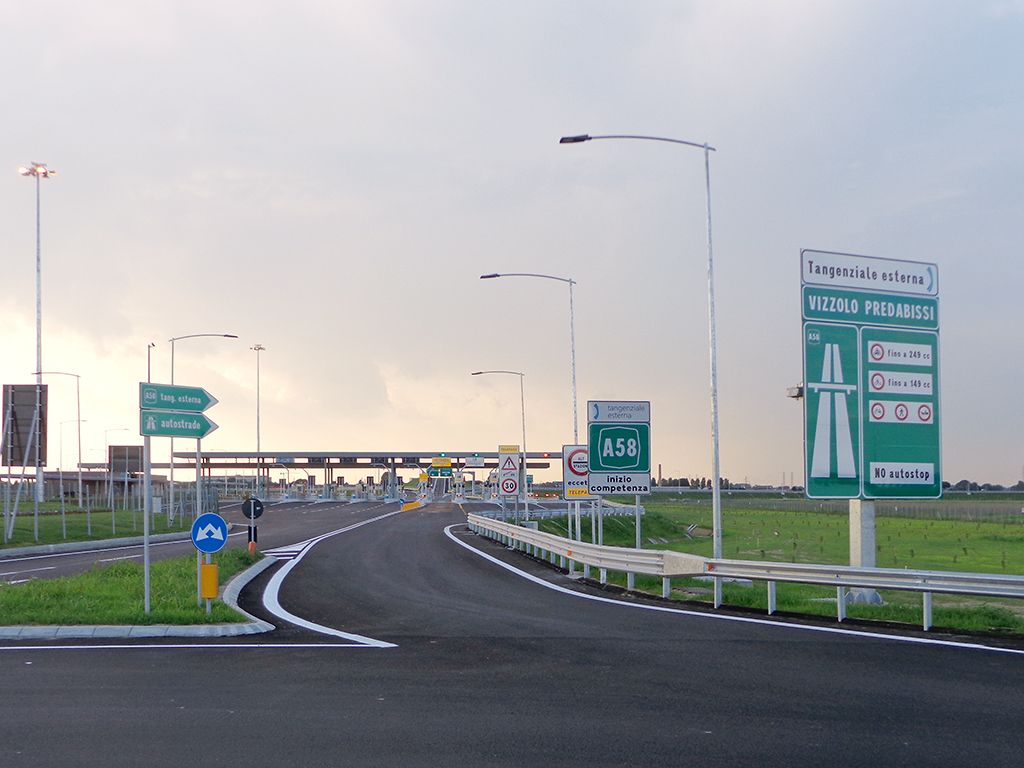
L'ingresso di Vizzolo Predabissi, situato alla rotatoria sulla SS 9 Emilia

L'11 giugno 2012 apre il primo cantiere della tangenziale esterna.
Il 23 luglio 2014 apre l'intera tratta della A35 o BRE.BE.MI e con essa entra in funzione anche il primo tratto completato della tangenziale esterna, denominato "Arco TEEM", che permette il raggiungimento del casello di Pozzuolo Martesana e della barriera di Liscate.
L'apertura dell'intero tracciato è avvenuta sabato 16 maggio 2015, mentre il 2016 è stato il termine ultimo per la realizzazione dell'insieme di opere connesse.

## Tracciato
La TEEM si sviluppa da Agrate Brianza (interconnessione con la A4) a Cerro al Lambro (interconnessione con la A1), scorrendo all'esterno dell'area urbana di Milano, circa 15 km più ad est della A51 (da ciò il nome di "Est Esterna") in direzione nord-sud. Insieme con la A50 (tangenziale Ovest di Milano), la A51 (Tangenziale Est di Milano) e la A52 (tangenziale Nord di Milano), la A58 compone il più esteso sistema italiano di tangenziali intorno ad una città, per una lunghezza complessiva di 106 km. Aggiungendo alle quattro tangenziali il tratto urbano della A4, che corre parallelo alla Tangenziale Nord collegando A50, A51 e A58, si ottiene un sistema di autostrade urbane che circonda totalmente la città.
Procedendo da nord la tangenziale Est Esterna origina dal nodo di Agrate Brianza e si dirige verso sud-est, lambendo gli abitati di Caponago e Pessano con Bornago; in quest'ultimo è localizzato il primo svincolo. In questo primo settore, che va dalla connessione con la A4 di Agrate a Bellinzago Lombardo, la TEEM corre in trincea, con cinque gallerie artificiali necessarie al valico dei Canali Villoresi e della Martesana, della linea M2 della metropolitana e della SS 11. Superati Gessate e Bellinzago l'autostrada devia in direzione sud, per andare a incontrare la BreBeMi nel territorio comunale di Pozzuolo Martesana. In questa seconda tratta, fino a Melzo, la TEEM è in rilevato, fatta eccezione per il sottopasso funzionale al superamento della linea ferroviaria Milano-Venezia e della linea ad alta velocità. Dopo Melzo, la tangenziale è realizzata a raso per la quasi totalità del suo sviluppo. Tocca marginalmente la provincia di Lodi, nei comuni di Comazzo e Merlino, per poi portarsi nuovamente in territorio milanese a Paullo, dove sorge lo svincolo di connessione con la statale 415 Paullese. La nuova configurazione del cosiddetto nodo di Paullo, svincolo di interconnessione tra Tangenziale Est Esterna, Paullese e casello autostradale, tiene in considerazione il progettato prolungamento della linea M3 della metropolitana fino a Paullo. In seguito si attesta sul confine tra le due province interessando i comuni di Tribiano, Mulazzano, Dresano e Casalmaiocco (dove è stata realizzata una galleria di 650 metri). Non sono mai state fornite informazioni ufficiali, da parte della società, circa l'idea precedentemente ventilata di costruire svincoli nel territorio di questi quattro comuni, per limitare l'impatto ambientale su un'area che conserva ancora intatti i tratti tipici della campagna lombarda. La TEEM vira poi verso sud-ovest e confluisce nell'Autostrada del Sole all'altezza di Cerro al Lambro, a breve distanza anche da Melegnano. Un viadotto terminale oltrepassa la Via Emilia e la ferrovia, infrastrutture che sono tutte allineate.

## Tabella percorso
| TEEM Tangenziale Est Esterna di Milano | |      |      |
| Tipo                                   | Indicazione | ↓km↓ | Area |
|                                        | Autostrada A4 (Torino - Venezia) Aeroporto di Milano Malpensa | 0,0  | MB   |
|                                        | Pessano con Bornago | 1,7  | MI   |
|                                        | Gessate Padana Superiore (Bellinzago - Gorgonzola - Cernusco Sul Naviglio) Gessate | 4,1  | MI   |
|                                        | Pozzuolo Martesana Cassanese (Melzo - Vignate - Pioltello - Segrate) Tangenziale Est di Milano (ingresso di Milano Lambrate a 14 km) Milano Lambrate                                  | 8,2  | MI   |
|                                        | A35 BreBeMi (Brescia) | 9,9  | MI   |
|                                        | Liscate A35 VAR ( Melzo Vignate/Liscate) Rivoltana ( Aeroporto di Linate - Melzo - Tregarezzo - Segrate) Tangenziale Est (ingresso di viale Forlanini a 14 km) Milano viale Forlanini | 14,4 | MI   |
|                                        | Paullo Paullese (Paullo - Crema - Cremona) Tangenziale Est di Milano (ingresso di Paullo a 14 km) San Donato Milano Rogoredo - corso Lodi                                             | 18,5 | MI   |
|                                        | Area di Servizio Muzza (in costruzione) | 19,1 | MI   |
|                                        | Vizzolo Predabissi Via Emilia (Melegnano - Lodi - Piacenza) | 29,4 | MI   |
|                                        | Autostrada A1 (Milano Corvetto - Bologna - Napoli) Tangenziale Ovest di Milano Tangenziale Est di Milano                                                                              | 32,0 | MI   |

## Caratteristiche tecniche

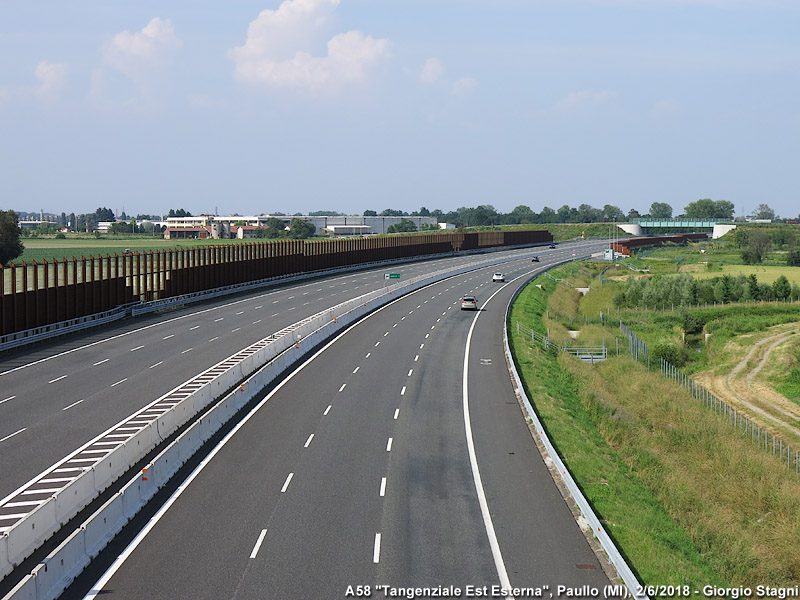
La tratta in prossimità dello svincolo di Paullo

L'intero tracciato della tangenziale Est Esterna è realizzato in carreggiate separate ed è interamente a tre corsie più la corsia di emergenza per senso di marcia; il limite di velocità è di 130 km/h su tutta la tratta. Dei 32 km lungo i quali si sviluppa l'autostrada:
- 20,2 km sono a raso o in leggero rilevato
- 8,7 km sono in trincea
- 2,1 km in viadotto
- 1 km in galleria[13]

Il tracciato dell'autostrada è stato elaborato in modo da elevare il più possibile i limiti di velocità, obiettivo raggiunto attraverso particolari accorgimenti nel progettare curve ad ampio raggio.
In totale gli svincoli sono dieci, di cui tre autostradali (allacciamenti A1, A4, A35) e sette di connessione con la viabilità locale.

## Progetti ambientali
Accanto alla realizzazione dell'opera autostradale, sono previsti interventi di carattere ambientale come barriere antirumore, piantumazione di alberi, opere idriche, piste ciclabili. Inevitabile è stato ovviamente l'impatto sulle numerose aziende agricole presenti lungo il tracciato della A58 e delle opere secondarie, che in molti casi hanno diviso in aree separate i terreni di lavoro.
L'iter seguito per i risarcimenti relativi all'esproprio e ai danni da scorporo e intersecazione non è stato dei più lineari: inizialmente TEEM ha stabilito unilateralmente l'ammontare dell'indennizzo, iniziando comunque i lavori senza dare alcun risarcimento per la maggior parte dei coltivatori. In seguito alle continue proteste, finalmente la Coldiretti è riuscita a raggiungere un accordo che – sebbene si tratti di una mediazione in cui entrambe le parti hanno ottenuto e ceduto qualcosa – dà finalmente respiro alle 150 aziende agricole che hanno subito espropri e danni derivati dalla realizzazione dell'opera.